# Lệ Thủy

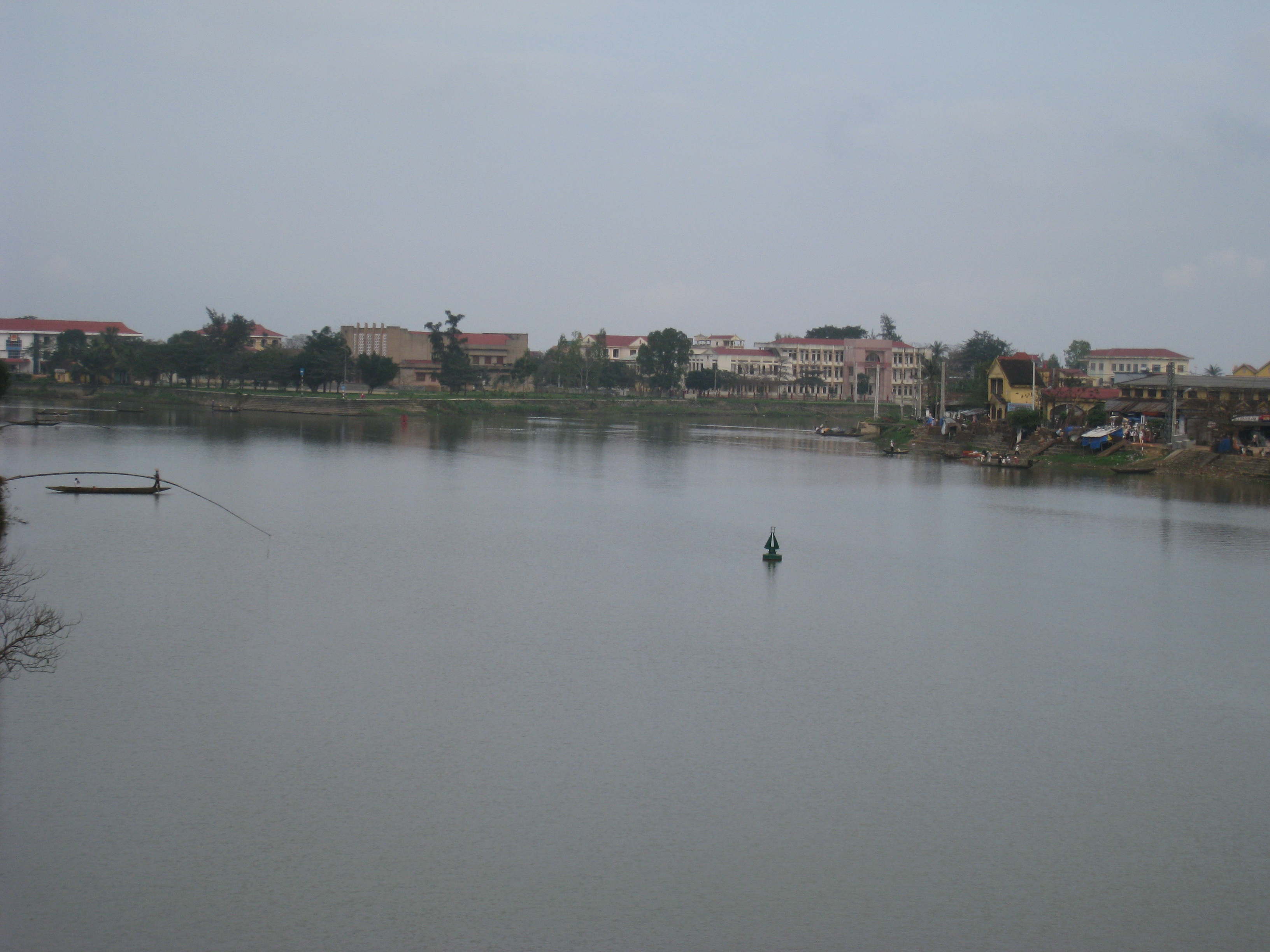
Die Kreisstadt Kiến Giang am gleichnamigen Fluss

Lệ Thủy (Huyện Lệ Thủy) ist ein Landkreis der Provinz Quảng Bình im zentralen Vietnam. Er hat eine Fläche von 1.420,52 km² und zählt 140.804 Einwohner (1998). Sein Hauptort ist Kiến Giang (Thị trấn Kiến Giang). Er grenzt im Norden an den Quang Ning Distrikt und im Süden an den Vinh Linh-Kreis. Im Westen bildet die Grenze zu Laos seine Ausdehnung.

## Geografie
Der Kreis erstreckt sich von der Küste des südchinesischen Meeres im Osten über eine kleine Ebene um den Kiến Giang-Fluss bis zum Truong-Son-Gebirge im Westen. Er wird von der Nationalstraße 1 und der Eisenbahnlinie zwischen Hanoi und Ho-Chi-Minh-Stadt durchquert. Durch die Gebirgsregion im Westen führte der Ho-Chi-Minh-Pfad.

## Gliederung
Zum Kreis gehören zwei Kleinstädte (thị trấn) und 25 Gemeinden (xã).
- Städte: Kiến Giang und Nông Trường Lệ Ninh.
- Gemeinden: Hồng Thuỷ, Ngư Hoà, Ngư Thuỷ, Thanh Thuỷ, Lộc Thuỷ, Hoa Thuỷ, Cam Thuỷ, Liên Thuỷ, Phong Thuỷ, An Thuỷ, Sơn Thuỷ, Ngân Thuỷ, Hải Thuỷ, Hưng Thuỷ, Tân Thuỷ, Xuân Thuỷ, Dương Thuỷ, Mai Thuỷ, Phú Thuỷ, Mỹ Thuỷ (mit der Hoằng-Phúc-Pagode), Sen Thuỷ, Trường Thuỷ, Văn Thuỷ, Kim Thuỷ, Thái Thuỷ.